# Prix frère et sœur Scholl
Pour les articles homonymes, voir Scholl.
Le prix frère et sœur Scholl (en allemand Geschwister-Scholl-Preis) est un prix littéraire créé en 1980 par le Landesverband Bayern e. V. du Börsenverein des Deutschen Buchhandels / Association du commerce allemand  du livre à la Foire aux livres de Francfort-sur-le-Main et par la ville de Munich.
Chaque année est distingué un livre qui « témoigne d'indépendance d'esprit, encourage la liberté civile, le courage moral, intellectuel et esthétique et donne des impulsions importantes au sentiment de responsabilité dans le présent ».
Le prix est dédié à la mémoire de Sophie et Hans Scholl, des fondateurs étudiants d'un groupe de résistance (Weiße Rose / Rose Blanche) en Allemagne, contre le régime nazi pendant la Seconde Guerre Mondiale. Il est doté de 10 000 euros. Le prix est remis lors d'une cérémonie à l'université Louis-et-Maximilien (Ludwig-Maximilians-Universität) de Munich.

## Lauréats

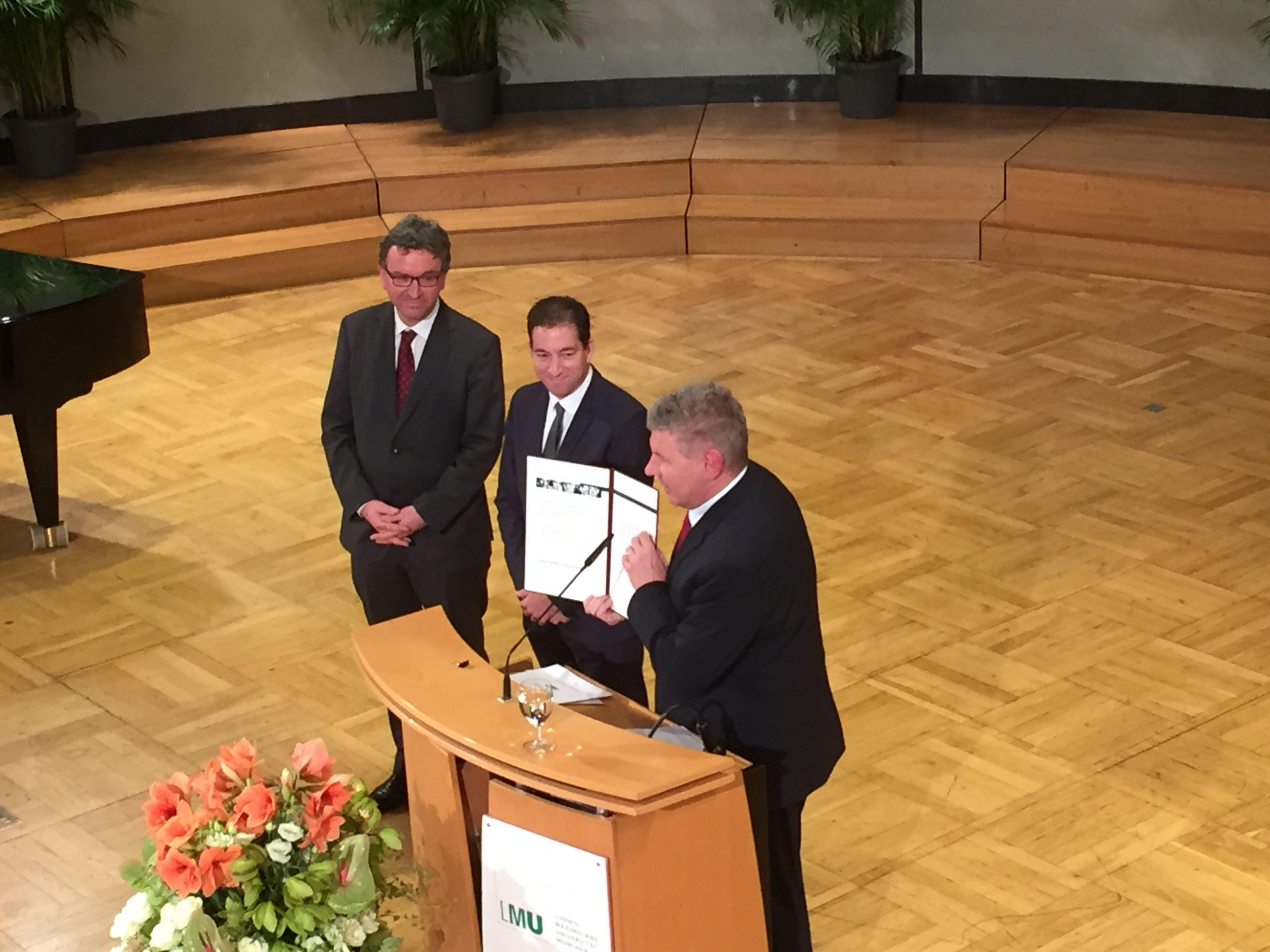
Geschwister-Scholl-Preis 2014 pour Glenn Greenwald. À gauche : Michael Lemling, au milieu : Glenn Greenwald, à droite : le maire de Munich Dieter Reiter.

- 2024 : Katerina Gordeeva (en) pour Nimm meinen Schmerz. Geschichten aus dem Krieg[1]
- 2023 : David Van Reybrouck pour Revolusi[2],[3]
- 2022 : Andreï Kourkov pour Journal d'une invasion[4]
- 2021 : Joe Sacco pour Wir gehören dem Land[5]
- 2020 : Dina Nayeri pour Der undankbare Flüchtling[2]
- 2019 : Ahmet Altan pour Ich werde die Welt nie wiedersehen
- 2018 : Götz Aly pour Europa gegen die Juden. 1880–1945
- 2017 : Hisham Matar pour Die Rückkehr. Auf der Suche nach meinem verlorenen Vater
- 2016 : Garance Le Caisne pour Opération César
- 2015 : Achille Mbembe pour Critique de la raison nègre, Paris, Éditions La Découverte, 2013, 263 p. (ISBN 978-2-7071-7747-6)
- 2014 : Glenn Greenwald pour La surveillance globale. Le cas Snowden, les services secrets américains et les conséquences
- 2013 : Otto Dov Kulka
- 2012 : Jürgen Dehmers (pseudonyme de Andreas Huckele (de)
- 2011 : Liao Yiwu : Für ein Lied und hundert Lieder. Ein Zeugenbericht aus chinesischen Gefängnissen.
- 2010 : Joachim Gauck : Winter im Sommer – Frühling im Herbst : Erinnerungen.
- 2009 : Roberto Saviano : Das Gegenteil von Tod
- 2008 : David Grossman : Die Kraft zur Korrektur
- 2007 : Anna Politkovskaïa : Russisches Tagebuch (publication posthume)
- 2006 : Mihail Sebastian : Voller Entsetzen, aber nicht verzweifelt (publication posthume) ((fr) Journal, traduit du roumain par Alain Paruit préface d'Edgar Reichmann - Stock, Paris octobre 1998, 568 pages)
- 2005 : Neclá Kelek : Die fremde Braut (« La Fiancée importée »,  (ISBN 2877112926)). Publié début 2005, cette étude sociologique a suscité un débat national en Allemagne. Le ministre de l'Intérieur de l'époque, Otto Schily, en a écrit une critique élogieuse dans l'hebdomadaire Der Spiegel.
- 2004 : Soazig Aaron : Le Non de Klara éditeur Maurice Nadeau,  (ISBN 2862311723), 180 pages
- 2003 : Mark Roseman : In einem unbewachten Augenblick. Eine Frau überlebt im Untergrund
- 2002 : Raul Hilberg : Die Quellen des Holocaust (Holocauste : les sources de l'histoire, éd. Gallimard, coll. « NRF »-essais, 2001)
- 2001 : Arno Gruen : Der Fremde in uns
- 2000 : Hélène Holzman : Cette enfant vivra (Trois cahiers 1941-1944) (édition posthume), traduit de l'allemand par Elena Balzano, Actes Sud/Solin, 316 pages. (ISBN 2-7427-3941-6)
- 1999 : Peter Gay : Meine deutsche Frage
- 1998 : Saul Friedländer : Das Dritte Reich und die Juden (L'Allemagne nazie et les juifs, t.1, éditions du Seuil, 1997,  (ISBN 2020202816))
- 1997 : Ernst Klee : Auschwitz, die NS-Medizin und ihre Opfer
- 1996 : Hans Deichmann : Gegenstände
- 1995 : Victor Klemperer : Ich will Zeugnis ablegen bis zum letzten. Tagebücher 1933–1945 (publication posthume)

- 1994 : Heribert Prantl : Deutschland leicht entflammbar - Ermittlungen gegen die Bonner Politik
- 1993 : Wolfgang Sofsky : L'Organisation de la terreur - les camps de concentration, traduction Olivier Mannoni, Éditions Calmann-Levy  (ISBN 2-7021-2429-1)
- 1992 : Barbara Distel / Wolfgang Benz (Hrsg.) : Dachauer Hefte Nr. 7 Solidarität und Widerstand
- 1991 : Georges-Arthur Goldschmidt : Die Absonderung
- 1990 : Lea Rosh/Eberhard Jäckel : Der Tod ist ein Meister aus Deutschland
- 1989 : Helmuth James von Moltke : Briefe an Freya 1939–1945 (publication posthume)
- 1988 : Grete Weil : Der Brautpreis
- 1987 : Christa Wolf : Störfall
- 1986 : Cordelia Edvardson : Gebranntes Kind sucht das Feuer
- 1985 : Jürgen Habermas : Die neue Unübersichtlichkeit
- 1984 : Anna Rosmus : Widerstand und Verfolgung
- 1983 : Walter Dirks : War ich ein linker Spinner?
- 1982 : Franz Fühmann : Der Sturz des Engels
- 1981 : Reiner Kunze : Auf eigene Hoffnung
- 1980 : Rolf Hochhuth : Eine Liebe in Deutschland